# قرقیز اینترنشنال ایرلاینز

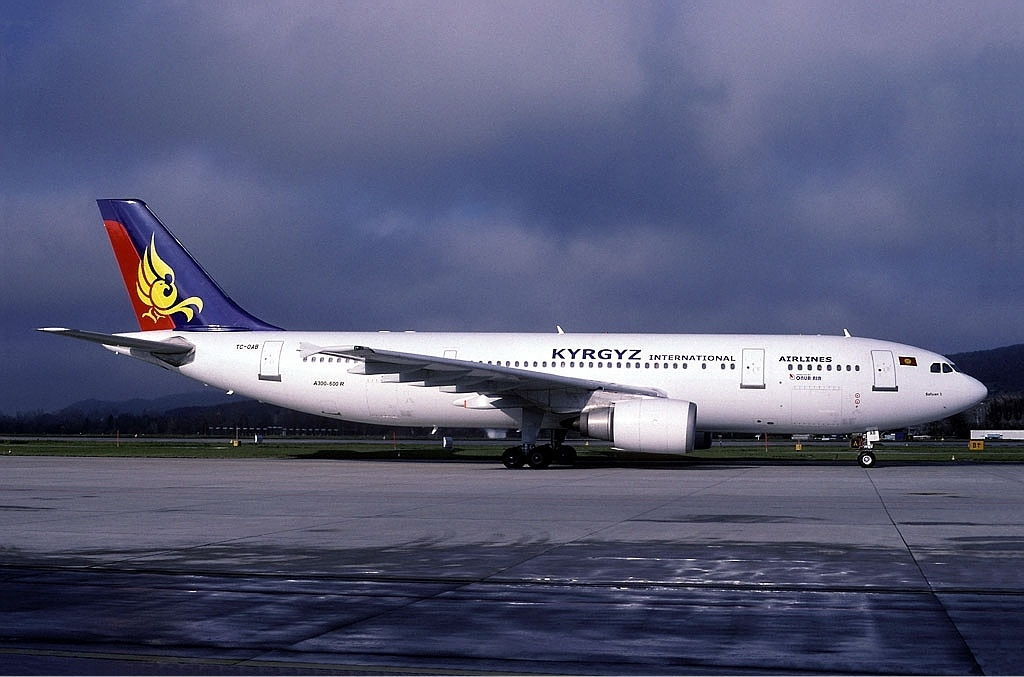
قرقیز اینترنشنال ایرلاینز (به انگلیسی: Kyrgyz International Airlines) یک شرکت هواپیمایی با کد یاتا N5 است. دفتر مرکزی قرقیز اینترنشنال ایرلاینز در بیشکک، قرقیزستان واقع شده‌است و قطب این شرکت هواپیمایی در فرودگاه بین‌المللی مناس قرار دارد.